# Karl Anschütz
Karl Friedrich Anschütz (Coblença, Renània-Palatinat, 1813 - Nova York, Estats Units 1870) fou un compositor i director d'orquestra alemany.
Estudià sota la direcció d'en Friedrich Schneider i obtingué el títol de reial director d'orquestra del teatre, dirigint successivament concerts i òperes a Amsterdam, Dublín, Edimburg, Glasgow i Londres.
Últimament implantà l'òpera alemanya a Nova York i fundà el Conservatori en la mateixa ciutat (1862). Compongué algunes obres i transcrigué per a instruments de metall les 9 simfonies de Beethoven de les quals dues foren interpretades.